# Kristi gravläggning (van der Weyden)
Kristi gravläggning, ibland även Kristi begråtande, är en oljemålning av den flamländske konstnären Rogier van der Weyden. Den målades på 1450-talet och ingår sedan 1931 i samlingarna på Uffizierna i Florens. Rogier van der Weyden och / eller hans ateljé målade ytterligare en version av Kristi begråtande omkring 1460–1464 (se Haagversionen).  
Man vet inte mycket om van der Weydens bakgrund, men den var troligtvis ganska enkel. Han gick i lära hos Robert Campin, uppnådde cirka 1443 berömmelse och erkännande för altartavlan Korsnedtagningen och blev sedermera den främste representanten för det tidiga nederländska måleriet och burgundisk hovmålare. Åren 1449–1450 företog han en studieresa till Italien där han möjligen såg Fra Angelicos Kristi gravläggning. Hans egen version av detta tema skedde troligtvis efter en beställning från familjen Medici i Florens. Hans version har samma bildkomposition och nära kvadratiska form som Fra Angelicos verk. 
Målningen skildrar Kristi gravläggning, ett vanligt motiv i konsthistorien hämtat från evangelierna. Den döde Kristus hålls uppe av Josef från Arimataia och Nikodemos framför graven och på ömse sidor avbildas Jungfru Maria och aposteln Johannes. Den knäböjande kvinnan är Maria från Magdala. I bakgrunden syns Jerusalem och Golgata.

## Haagversionen
På Mauritshuis i Haag finns en målning med namnet Kristi begråtande som dateras till cirka 1460–1464 och attribueras åt "Rogier van der Weydens och/eller hans ateljé". Man tror att van der Weyden kan ha målat vissa delar av tavlan men att överlåtit större delen av arbetet på konstnärer som arbetade i hans ateljé. Målningen visar samma motiv som Florensversionen och Maria från Magdala kan ses längst till vänster, identifierad av det smörjelsekärl som är hennes attribut. Därefter följer Maria, Kleofas hustru och Maria Salome. I bildens centrala del håller Josef från Arimataia den döde Jesus medan aposteln Johannes tröstar Jungfru Maria. De stående till höger är Nikodemos, Petrus med sin nyckel och Paulus med sitt svärd. Den knäböjande mannen är en okänd biskop med mitra på huvudet som sannolikt är den person som beställt målningen. I bakgrunden syns korset som Jesus korsfästs på och den stege som de närvarande använt för att ta ner honom. I fjärran syns också Jerusalem, som snarare påminner om en flamländsk medeltidsstad.  
Det finns tydliga likheter mellan Kristi begråtelse och  Rogier van der Weydens mest kända målning, Korsnedtagningen. Den köptes för 3 000 gulden 1827 av Vilhelm I av Nederländerna för att doneras till Mauritshuis. Vid tillfället trodde man att det var fråga om ett verk utfört av Hans Memling.

## Relaterade målningar

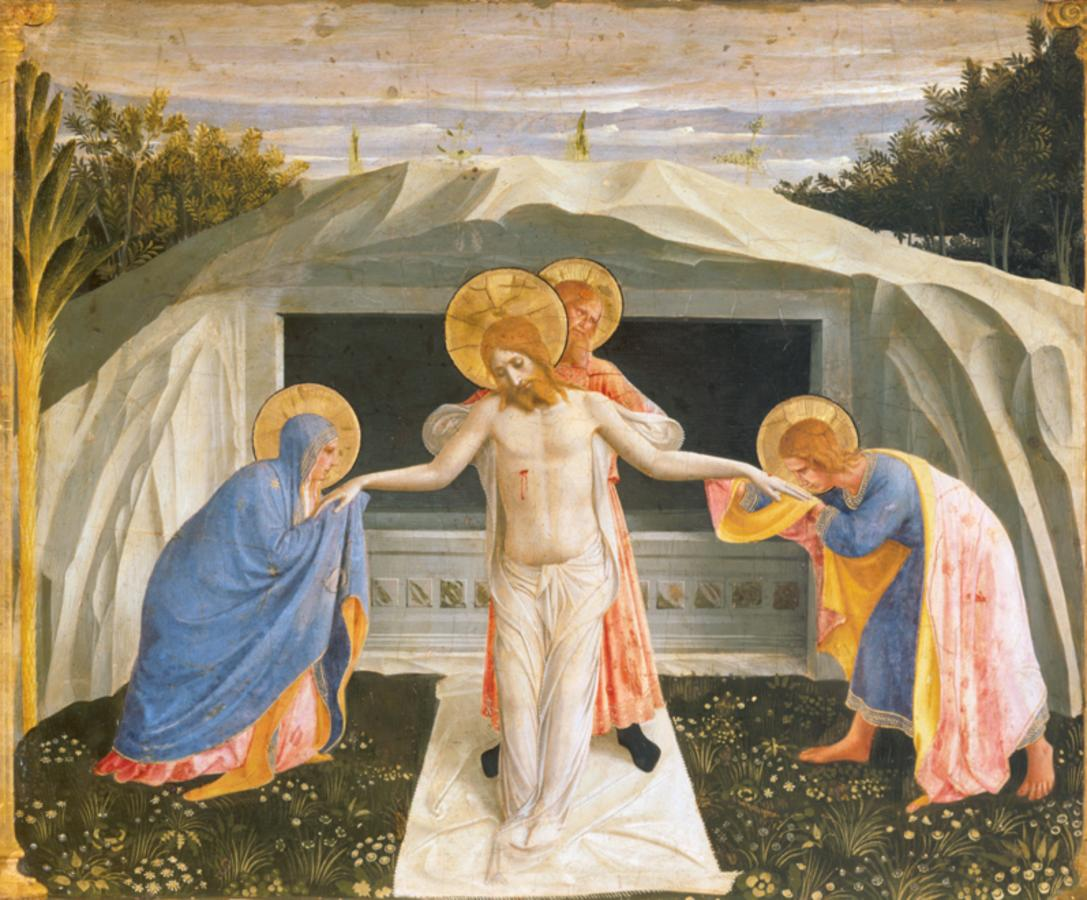
Fra Angelico, Kristi gravläggning, cirka 1438–1440, Alte Pinakothek.